# Stélio Craveirinha
Stélio Newton Craveirinha (ur. 3 marca 1950, zm. 11 października 2020 w Maputo) – mozambicki lekkoatleta.
Brał udział w skoku w dal na Letnich Igrzyskach Olimpijskich 1980, zajmując 27. miejsce.
Był synem znanego poety José Craveirinha.